# Jangaon
Jangaon is een nagar panchayat (plaats) in het district Jangaon van de Indiase staat Telangana. 

## Demografie
Volgens de Indiase volkstelling van 2001 wonen er 43.601 mensen in Jangaon, waarvan 50% mannelijk en 50% vrouwelijk is. De plaats heeft een alfabetiseringsgraad van 70%.